# Умаров, Муса Нажмудинович
Муса́ Нажмуди́нович Ума́ров (род. 3 июля 1953, с. Михайловка, Свердловский район, Джамбульская область, Казахская ССР, СССР — 7 мая 2022 года, Вена, Австрия) — советский и российский деятель органов внутренних дел, государственный и политический деятель. Министр безопасности Чеченской Республики с 1993 по 1994. Член Совета Федерации Федерального собрания Российской Федерации — представитель от законодательной власти Чеченской Республики с 11 декабря 2003 по 26 ноября 2008.
Кандидат юридических наук (2001). Государственный советник Российской Федерации 1-го класса. Генерал-майор милиции.

## Биография
Родился 3 июля 1953 в селе Михайловка Свердловского района Джамбульской области Казахской ССР.
После окончания школы, с ноября 1969 по ноябрь 1972 работал грузчиком, слесарем, электриком Алхан-Калинского хлебозавода Грозненского района Чечено-Ингушской АССР.
С 1972 по 1974 проходил срочную службу в рядах Вооружённых сил СССР, в Закавказском военном округе. После армии, с января 1975 по август 1978, работал карщиком Ермоловского деревообрабатывающего комбината.
С августа 1978 по август 1982 — слушатель (курсант) Горьковской высшей школы МВД СССР. В 1979 вступил в ряды КПСС. Во время обучения в Горьковской школе являлся секретарём комсомольской организации своей группы. В 1989 окончил Академию МВД СССР. В 2001 в Удмуртском государственном университете защитил диссертацию на соискание учёной степени кандидата юридических наук на тему: «Криминалистическая теория следообразования и применение её выводов в практике раскрытия экономических преступлений».
С 1982 на службе в органах внутренних дел. С августа 1982 по май 1990 — инспектор, старший оперуполномоченный, начальник отделения по борьбе с хищениями социалистической собственности (ОБХСС) Грозненского РОВД МВД Чечено-Ингушской АССР.
С мая по сентябрь 1990 — начальник отдела по борьбе с преступлениями в промышленности, строительстве, системах снабжения, автотранспорте, связи, торговле, внешних экономических связях и госбюджетных организациях Управления БХСС МВД Чечено-Ингушской АССР.
С сентября 1990 по май 1992 — начальник Грозненского РОВД МВД Чечено-Ингушской АССР.
С мая 1992 по апрель 1993 — начальник отдела Министерства безопасности по Грозненскому району Чечено-Ингушской АССР.
С апреля 1993 по январь 1994 — министр безопасности Чеченской Республики.
К началу событий, предшествующих Первой чеченской войне, занимал руководящие должности в системе МВД Чеченской Республики. Во время конфликта отверг предложение Джохара Дудаева и остался верен Российской Федерации, обеспечивая порядок на вверенных ему территориях. Был объявлен личным врагом Аслана Масхадова, что грозило ему и его семье уничтожением. Это вынудило его вместе с семьёй переехать в Москву. Выступил инициатором «Круглого стола» с участием представителей чеченской диаспоры и представителей федеральной власти для выработки рекомендаций по послевоенному устройству Чечни как субъекта Российской Федерации.
С января 1994 по февраль 1996 — начальник Грозненского РОВД МВД по Чеченской Республике.
С февраля 1995 по ноябрь 1996 — заместитель министра внутренних дел по Чеченской Республике.
С июня 1996 по май 1998 — депутат Парламента Чеченской Республики.
С августа 1996 по июнь 1997 — советник секретаря Совета Безопасности Российской Федерации.
С июня 1997 по январь 2001 — первый заместитель Председателя Московского территориального комитета по водному хозяйству, заместитель Главного государственного инспектора по контролю за использованием и охраны водных объектов Министерства природных ресурсов Российской Федерации.
С июля 2001 по ноябрь 2003 — акционер, председатель Совета директоров ЗАО Московский суконный комбинат «Красный Суконщик».
С 11 декабря 2003 по 26 ноября 2008 — член Совета Федерации Федерального собрания Российской Федерации — представитель от законодательной власти Чеченской Республики. Заместитель председателя Комитета Совета Федерации по правовым и судебным вопросам, председатель подкомитета по противодействию коррупции. Член комиссии Совета Федерации по вопросам анализа ситуации на Северном Кавказе. Член комиссии Совета Федерации по контролю за обеспечением деятельности Совета Федерации. Член Постоянной делегации Совета Федерации в Парламентской ассамблее Организации по безопасности и сотрудничеству в Европе.
С ноября 2008 по июнь 2009 — советник председателя Совета Федерации.
Позднее, переехав на постоянное место жительства в Австрию и получив статус беженца и вид на жительство, занялся бизнесом. Ночью 14 апреля 2013 пятеро неизвестных, представившись полицейскими и предъявив поддельные удостоверения, пытались похитить Мусу Умарова из его дома в Вене. Неизвестные потребовали, чтобы Умаров открыл им дверь, и после отказа безуспешной попытки вломиться в дом, скрылись с места происшествия до прибытия полиции. После происшествия у дома Умарова была выставлена охрана из бойцов полицейского спецназа, а дело передано в Федеральное ведомство по защите конституции и борьбе с терроризмом. Некоторые СМИ связывали это нападение с аналогичным нападением, произошедшим 13 января 2009, на Умара Исраилова, бывшего телохранителя главы Чечни Рамзана Кадырова, которого также попытались похитить в Вене, но застрелили за оказанное преступникам сопротивление (как считает прокуратура Австрии — по личному приказу Рамзана Кадырова).

## Семья
Женат. Сыновья: Мага, Сулим, Керим, Рахим, Юнус, Саид.

## Награды
Государственные
- Медаль ордена «За заслуги перед Отечеством» II степени

Ведомственные
- Нагрудный знак «Отличник Советской армии»
- Нагрудный знак «Отличник Советской милиции»
- Нагрудный знак «Отличник милиции»

Иные
- Почётная грамота Совета Федерации
- Награды МВД СССР и МВД Российской Федерации за раскрытие тяжких и особо тяжких преступлений
- Мастер спорта

## Общественная деятельность
Избирался:
- Председателем союза народов Чеченской Республики города Москвы и Московской области.
- Президентом Федерации дзюдо и самбо Чеченской Республики.
- Председателем Союза боевых искусств Чеченской Республики.

В 2004 году высказывался: 
Я всю жизнь проработал в органах правопорядка, прошел путь от рядового милиционера до министра внутренних дел Чеченской Республики. И надо признать — сложной, трудной республики... Мы обычно говорим, что Восток тонкое дело, но Кавказ — в десять раз тоньше. И это нельзя забывать.

## Спортивные достижения
- С 1968 по 1972 — руководитель секции (тренер на общественных началах) по боксу в селе Алхан-Кала Грозненского района Чечено-Ингушской АССР; занимал призовые места по боксу на первенствах Чечено-Ингушской АССР среди юниоров.
- С 1972 по 1974 во время срочной службы занимал первые места на чемпионатах дивизии и армии Закавказского военного округа Вооружённых сил СССР по боксу (член сборной команды дивизии по боксу).
- В 1976 — серебряный призёр Чемпионата юга России по дзюдо.
- С 1978 по 1982 — неоднократный победитель соревнований по дзюдо на первенствах Горьковской высшей школы МВД СССР (член сборной команды школы по дзюдо).
- С 1982 по 1986 — занимал призовые места по дзюдо и самбо Чемпионата МВД Чечено-Ингушской АССР и Чемпионата юга России.
- В 2003 — 1 место (золотая медаль) на Первенстве Чемпионата России по самбо среди мастеров в весовой категории до 100 кг. (Энгельс, Саратовская область).
- В 2005 — 1 место (золотая медаль) на Первенстве Чемпионата мира по самбо среди мастеров в весовой категории до 100 кг. (Прага, Чехия).
- Победитель Чемпионата Российской Федерации и Чемпионата мира среди мастеров-ветеранов по самбо[8].